# Zone de l'usine Finlayson
La zone de l'usine Finlayson (finnois : Finlaysonin tehdasalue) est une zone industrielle historique située sur la rive ouest du cours supérieur du Tammerkoski, au nord de Satakunnankatu dans le centre de Tampere en Finlande,.

## Histoire
L'usine Finlayson a été fondée en 1820 par l'écossais James Finlayson. 
Il construit l'usine sur le cours supérieur des Tammerkoski. 
Il ne reste plus aucun des bâtiments d'usine de son temps. 
Il vend l'usine en 1836 à Carl Samuel Nottbeck et Georg Adolf Rauch.
Les nouveaux propriétaires commencent immédiatement à agrandir l'usine.
Aujourd'hui, la zone appartient à la  compagnie d'assurance mutuelle de retraite Varma

## Présentation

### Les bâtiments d'usine
- Bâtiment 1 Kuusvooninkinen
- Bâtiment 2
- Bâtiment 4 Koskitehdas
- Bâtiment 5
- Bâtiment 6 värjäämö
- Bâtiment 7 Katuvapriikki
- Bâtiment 9 Seelanti
- Bâtiment 10 Plevna
- Bâtiment 15 Vanha värjäämö (démoli en 2005)
- Bâtiment 22 Eteläturbiini
- Bâtiment 31 Puutarhatehdas
- Bâtiment 34 Pääkonttori
- Bâtiment 36 Höyrykonehuone
- Bâtiment 37 Siperia
- Bâtiment 48 Tehtaanmyymälä
- Bâtiment 52 centrale hydroélectrique
- Bâtiment 54 Viimeistelimö
- Bâtiment 57 Laappihuone (démoli en 2003)

### Autres bâtiments
- Église de Finlayson
- Palais Finlayson
- Ligne électrifiée de Finlayson (fi)
- Château de Näsi
- Canal du jardin
- Cour des écuries
- Premier bureau de poste de Tampere (fi)

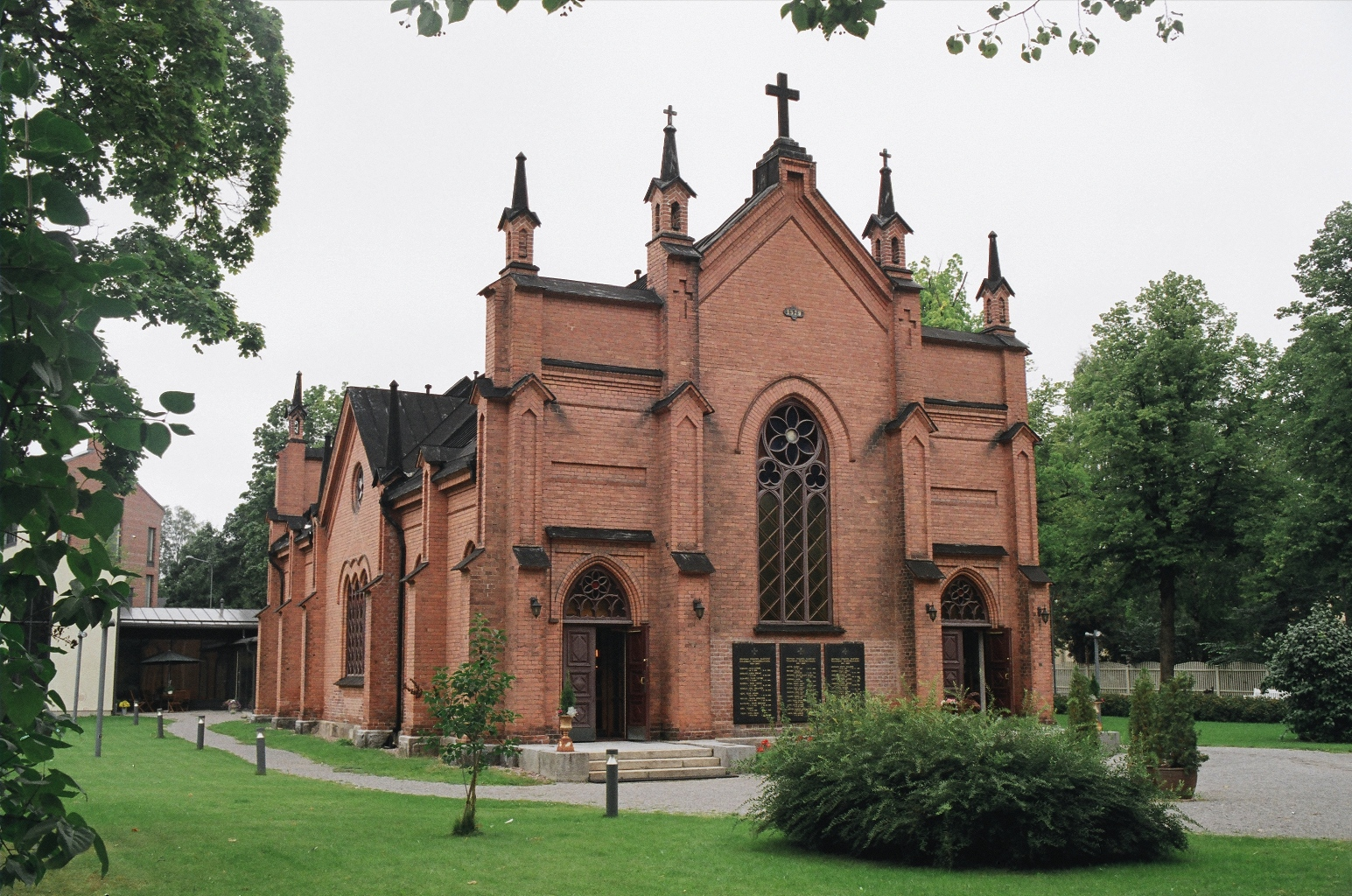
Église de Finlayson.
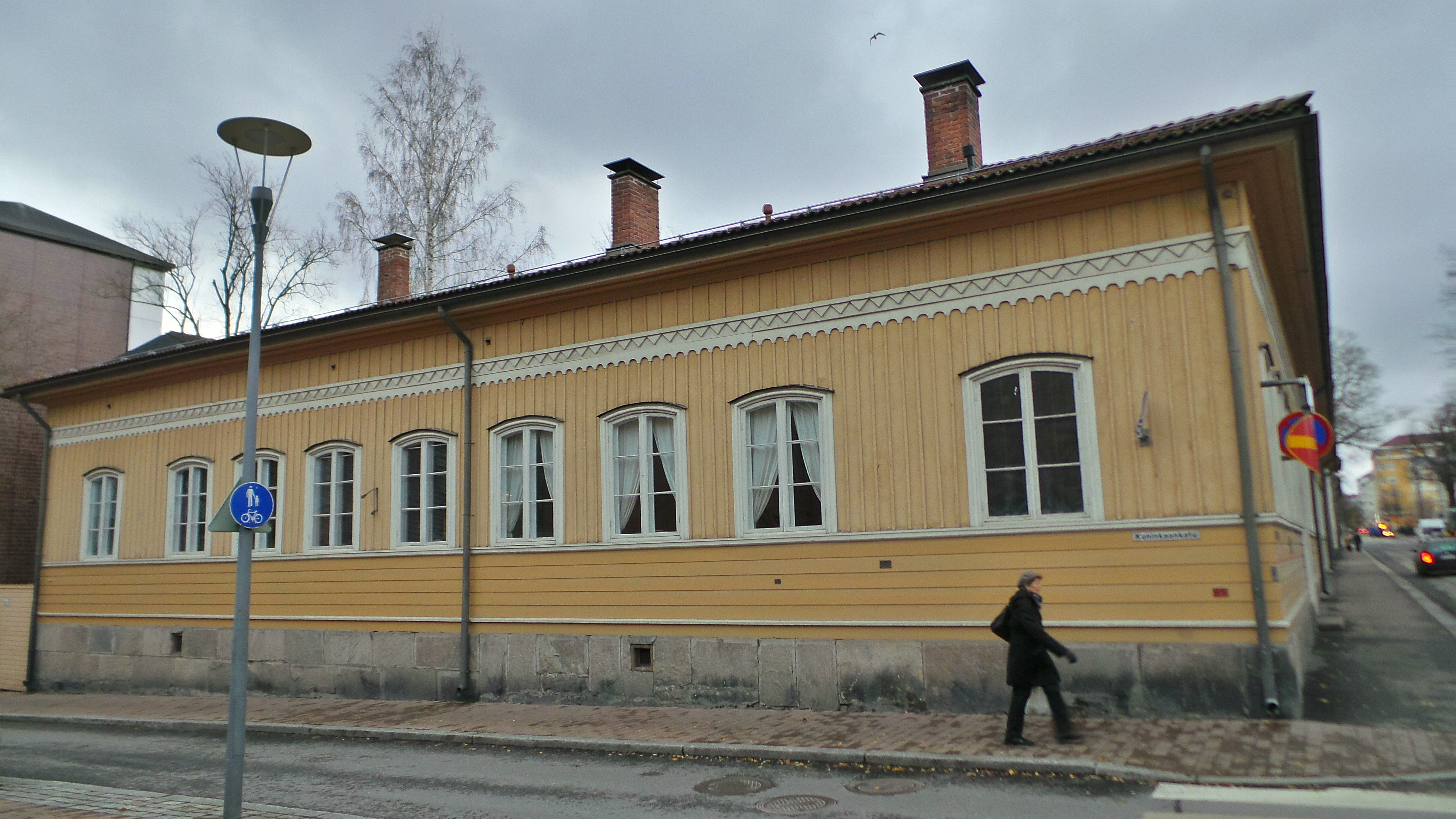
Premier bureau de poste de Tampere.
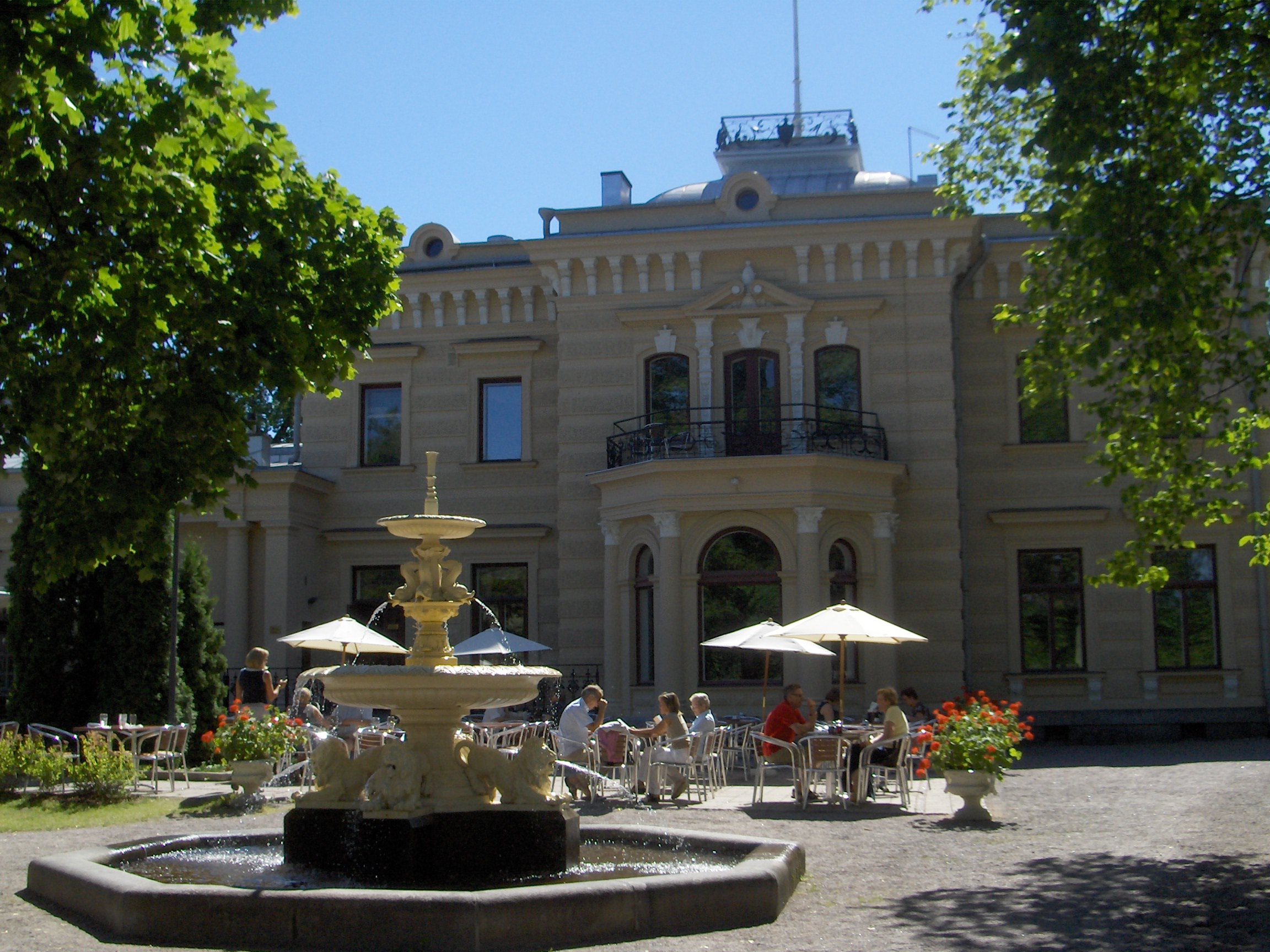
Palais Finlayson.
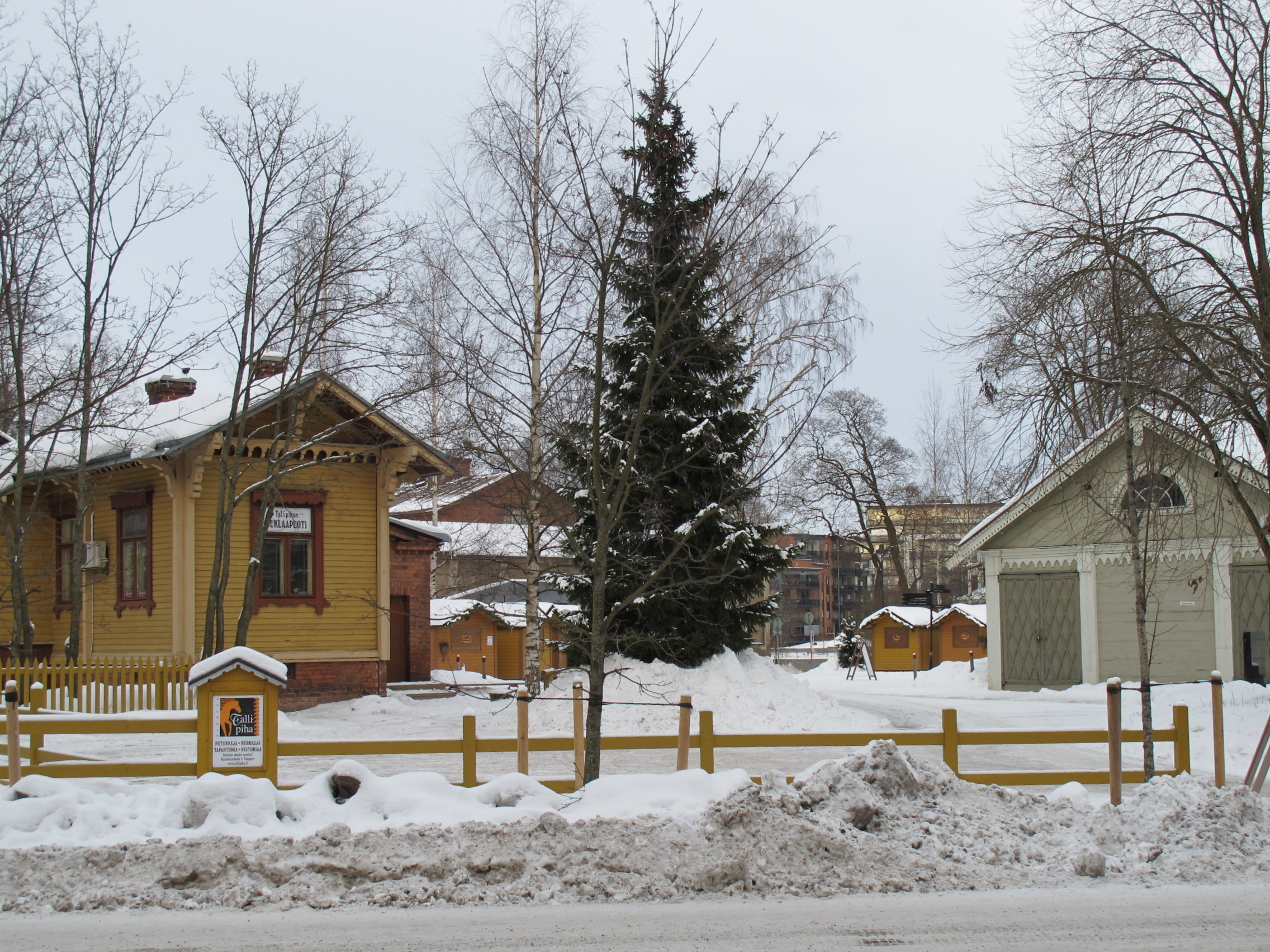
Tallipiha.

## Situation actuelle
Finlayson a cessé la production de textile dans la zone au début des années 1990.
La plupart des anciens bâtiments de la zone ont été préservés, mais ils ne sont plus utilisés à des fins industrielles. 
Cependant, le magasin d'usine de Finlayson (1923) est toujours ouvert à Kuninkaankatu 3,.
D'autres entreprises, établissements d'enseignement et musées fonctionnent maintenant dans les bâtiments de Finlayson.
De nouveaux bâtiments résidentiels cumulant environ 30 000 mètres carrés ont été construits dans la zone et abritent environ 800 habitants.
La zone comprend le centre d'affaires Siperia, qui a ouvert en 2001 dans les locaux rénovés d'une ancienne filature.
Il compte une dizaine de commerces, dont la plupart sont des restaurants et des cafés.
Dans la partie ouest d'Itäisenkatu, dans le bâtiment Plevna, il y a un cinéma Finnkino, une brasserie-restaurant et une aire de stationnement. 
Le centre commercial permet d'accéder à Frenckellinaukio sous Satakunnankatu par un tunnel piétonnier.
En juin 2017, un magasin Lidl a ouvert dans le bâtiment Seelanti de Finlayson.

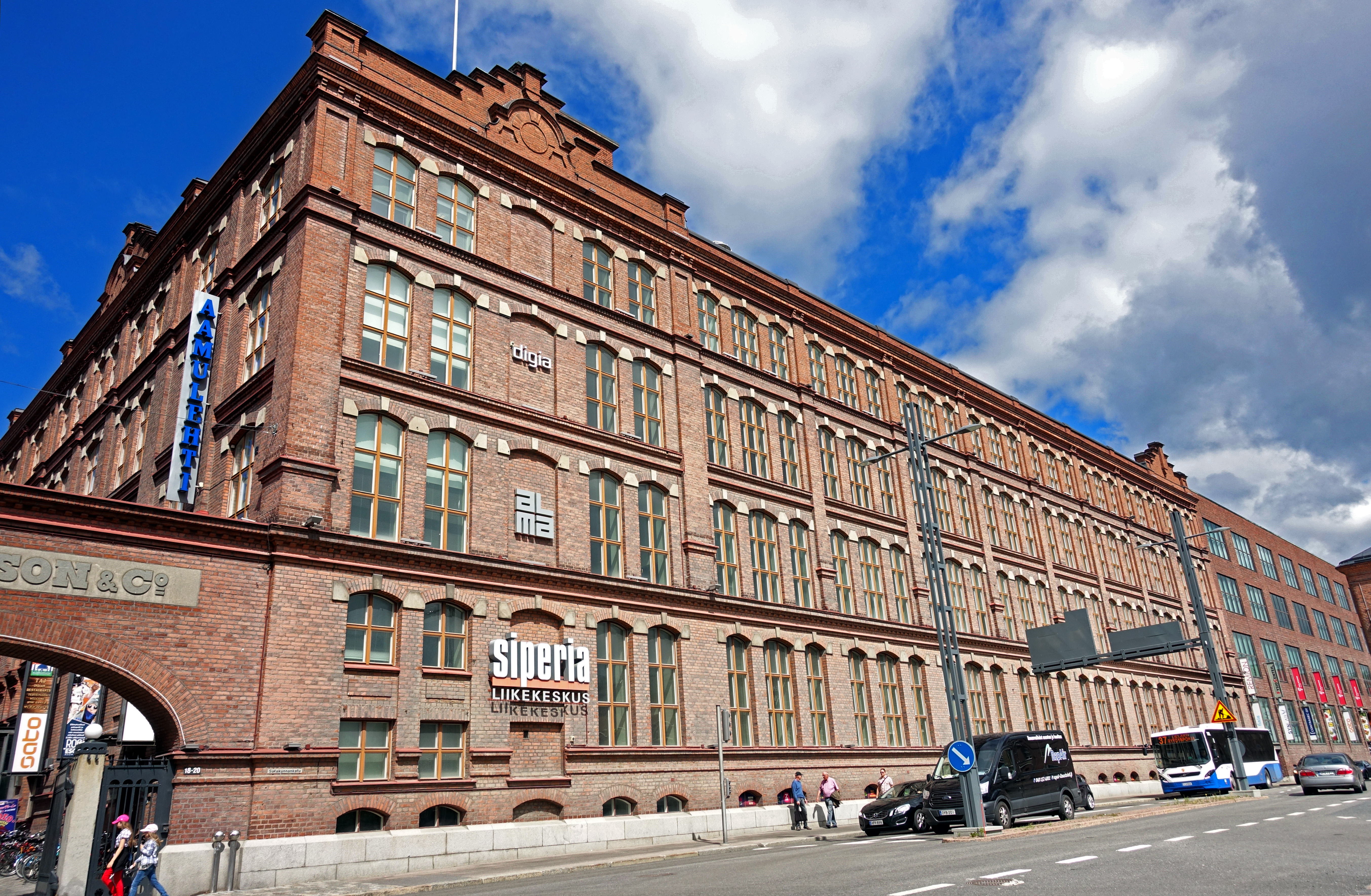
L'entrée du centre commercial Siperia.
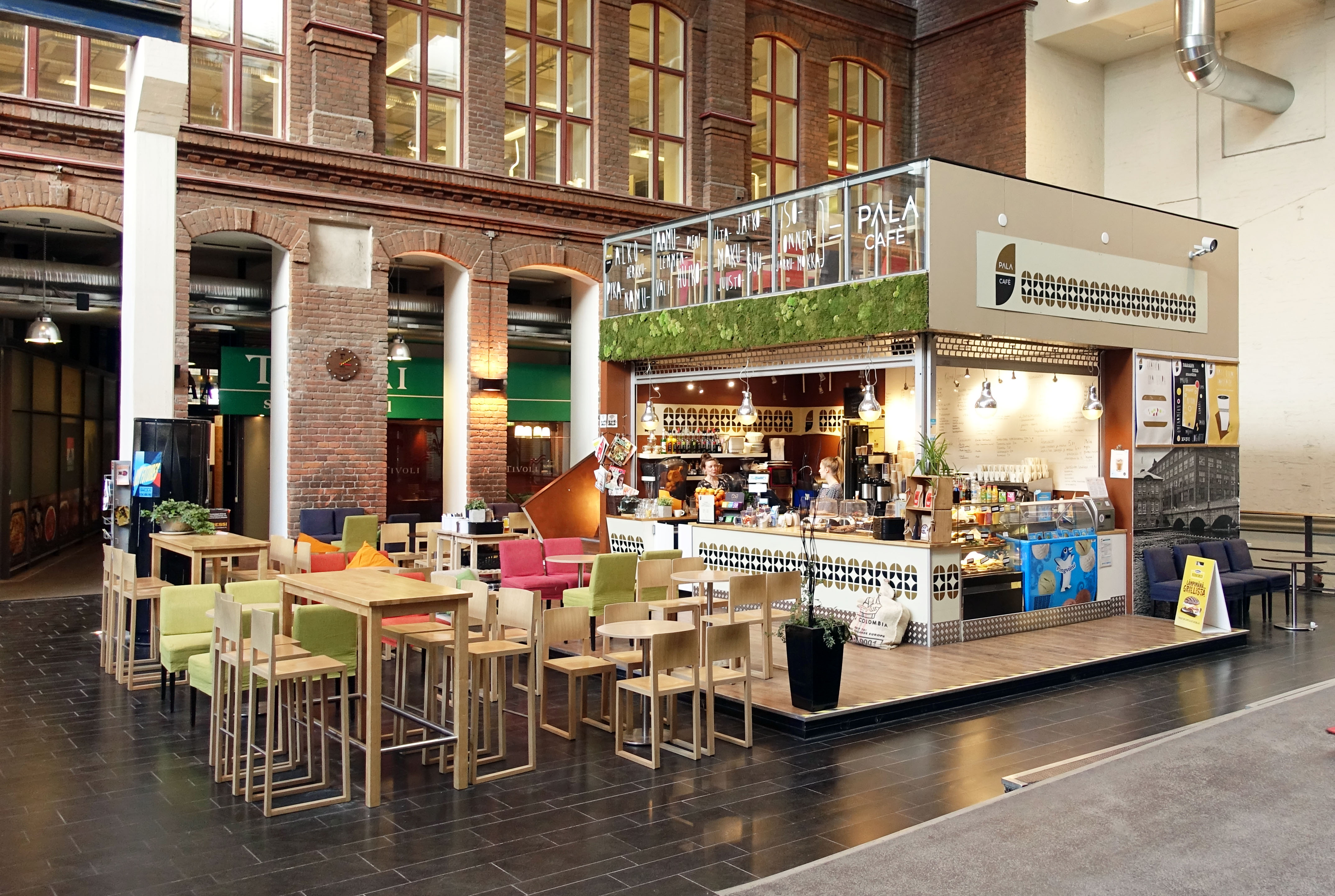
Centre commercial Siperia.

## Galerie

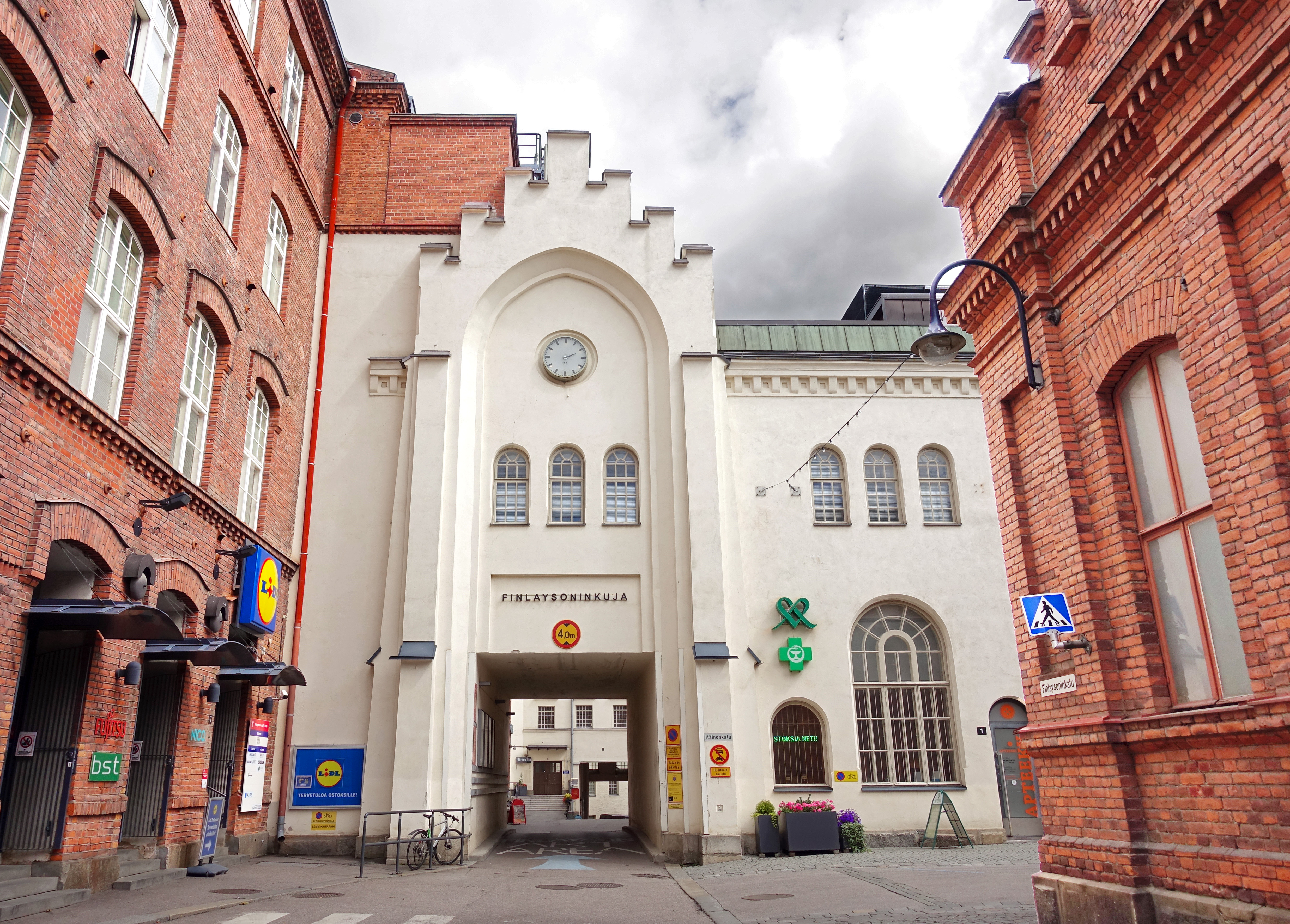
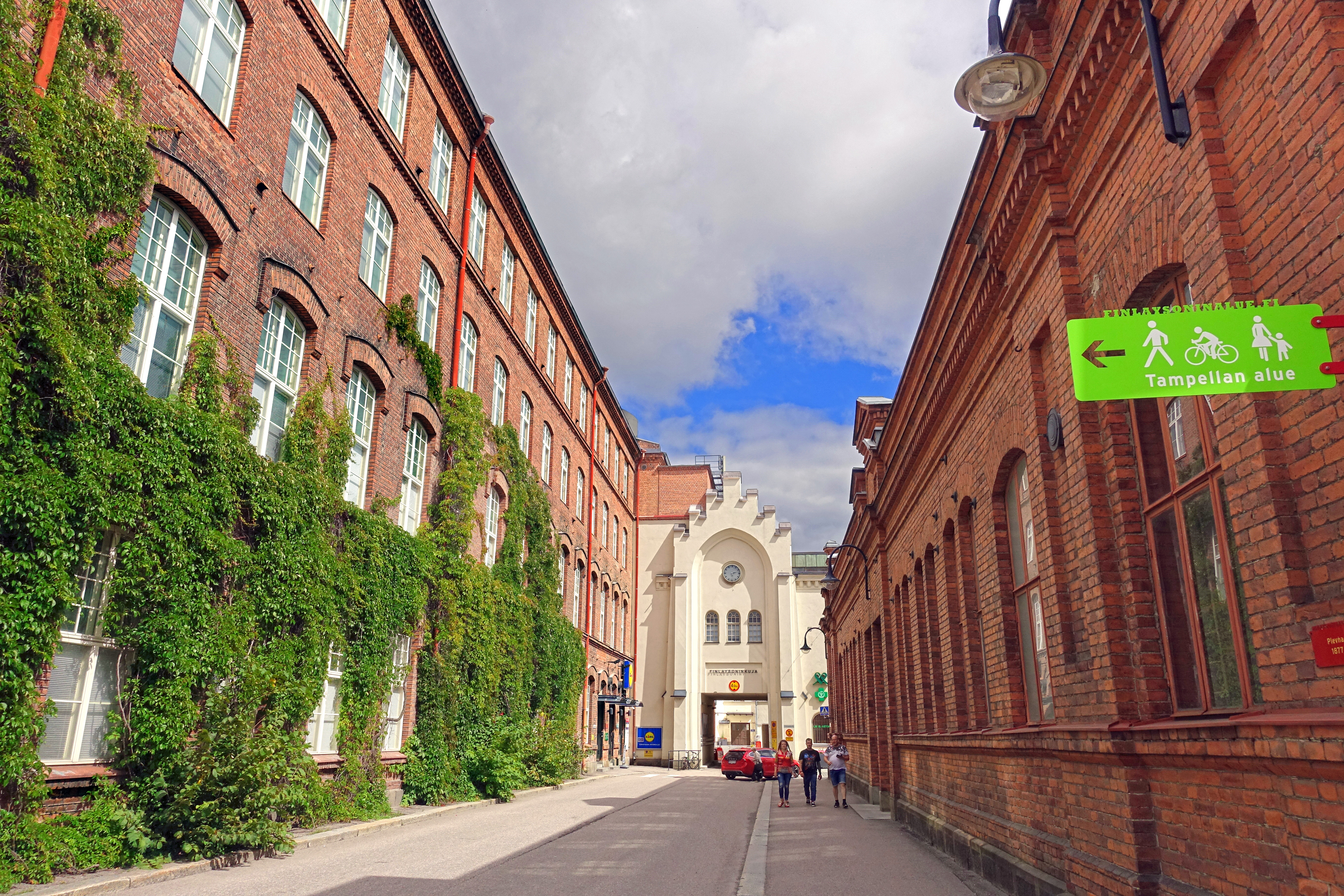
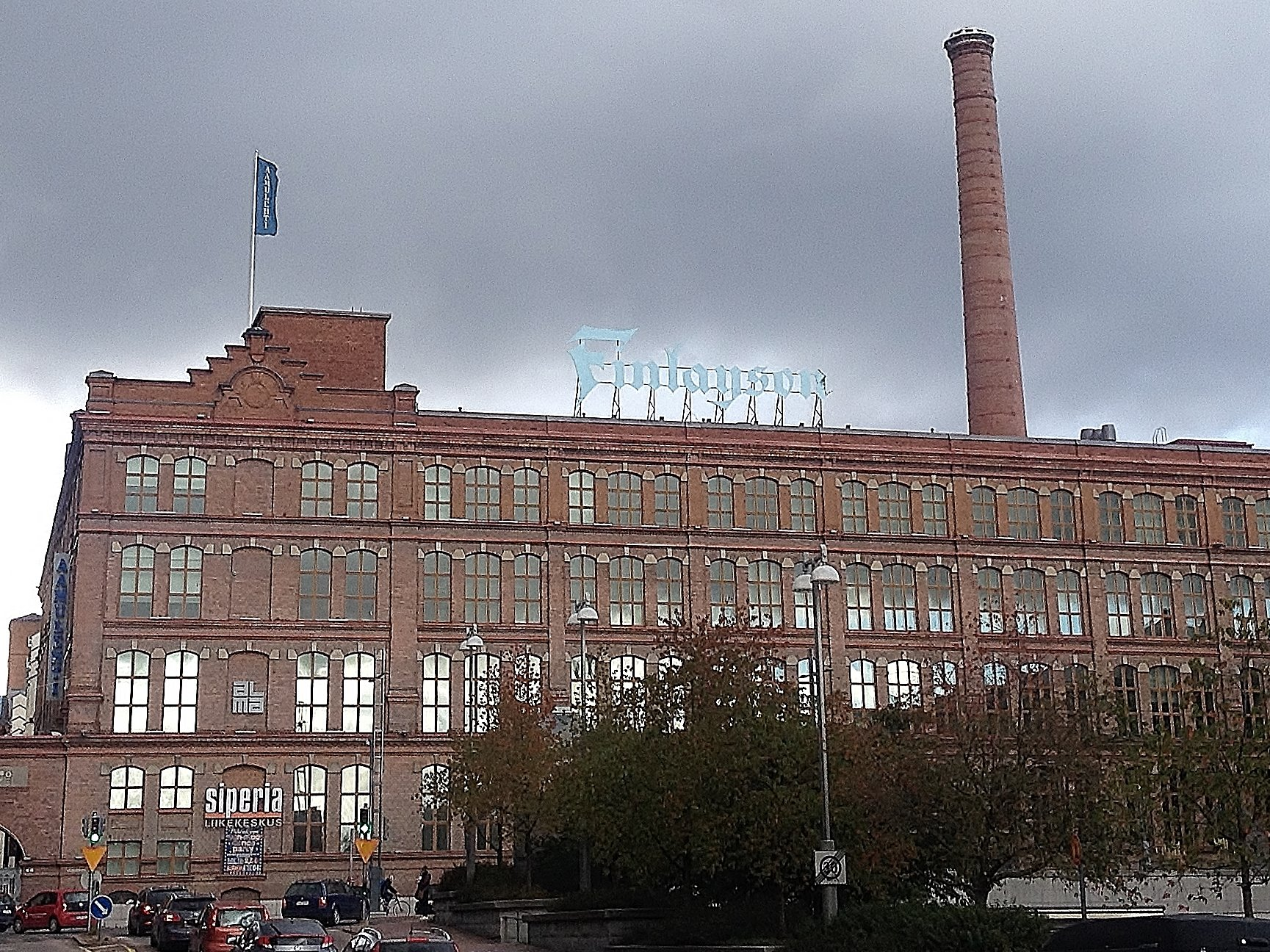
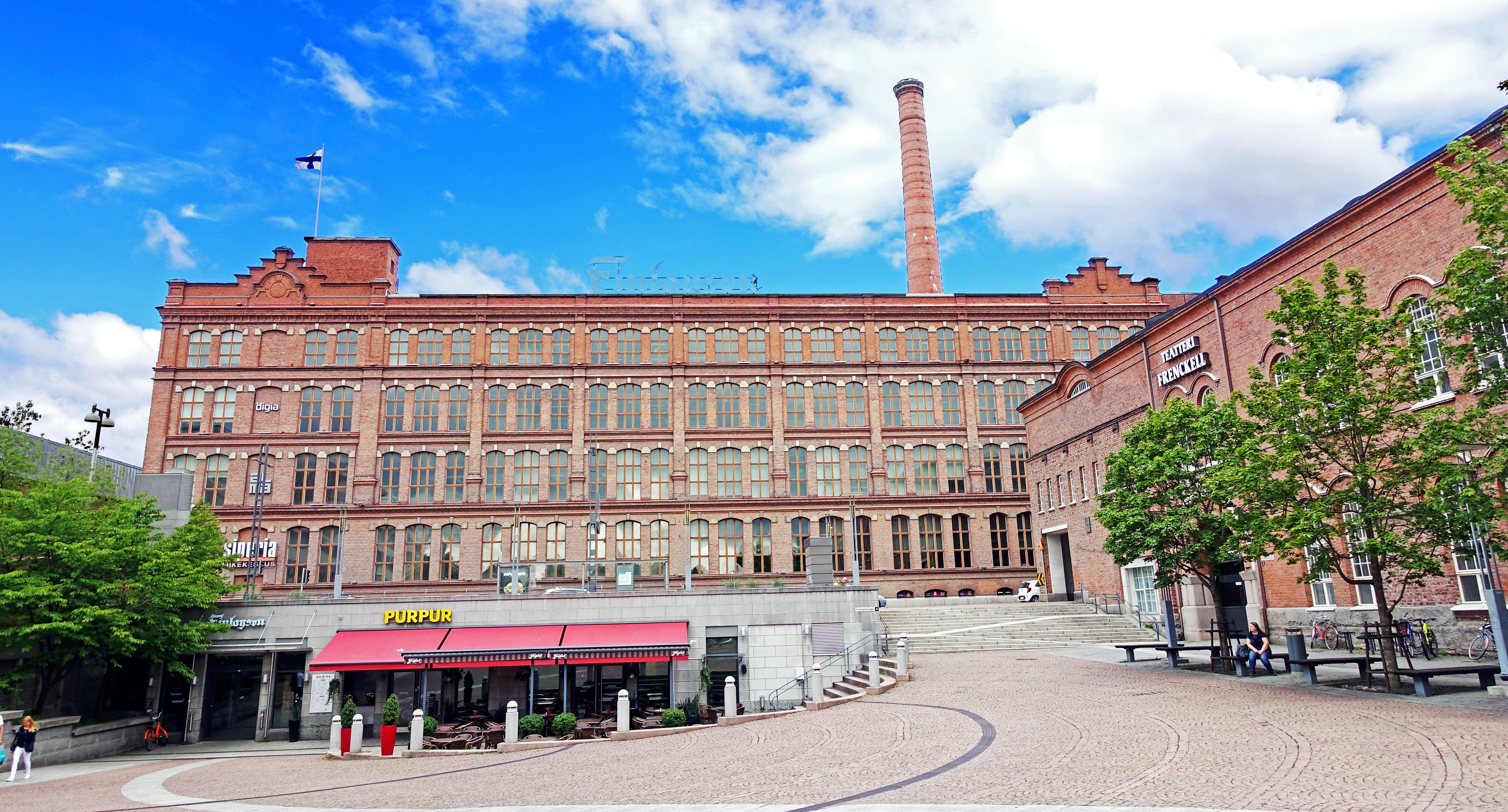